# الکساندر لودویگ (بازیکن فوتبال، زاده ۱۹۸۴)
الکساندر لودویگ (انگلیسی: Alexander Ludwig؛ زادهٔ ۳۱ ژانویهٔ ۱۹۸۴) بازیکن فوتبال اهل آلمان است.
از باشگاه‌هایی که در آن بازی کرده‌است می‌توان به باشگاه فوتبال هرتابرلین، باشگاه فوتبال انرژی کوتبوس، باشگاه فوتبال سن پائولی، باشگاه فوتبال مونیخ ۱۸۶۰، و باشگاه فوتبال دینامو درسدن اشاره کرد.
وی همچنین در تیم ملی فوتبال زیر ۲۱ سال آلمان بازی کرده‌است.